# ジョー・スミス・ジュニア
ジョー・スミス・ジュニア（Joe Smith Jr、1989年9月20日 - ）は、アメリカ合衆国のプロボクサー。ニューヨーク州ロングアイランド出身。元WBO世界ライトヘビー級王者。

## 来歴
2009年10月31日、モヒガン・サン・アリーナでプロデビュー。
2016年6月18日、イリノイ州シカゴのクレジット・ユニオン・1・アリーナでWBCインターナショナルライトヘビー級王者アンドルー・フォンファラと対戦し、初回2分32秒TKO勝ちを収め王座を獲得した。
2016年12月17日、カリフォルニア州イングルウッドのザ・フォーラムでこの試合で引退を表明している元世界2階級制覇王者のバーナード・ホプキンスと対戦し、スミスのパンチでホプキンスがリング下に転落し20カウント以内にリングに戻れずホプキンスにキャリア初のKO負けとなる8回53秒TKO勝ちを収めWBCインターナショナル王座の初防衛に成功した。
2017年7月15日、イングルウッドのザ・フォーラムでサリバン・バレラと対戦し、10回0-3(93-96、2者が92-97)の判定負けを喫しWBCインターナショナル王座の2度目の防衛に失敗、王座から陥落した。
2019年3月9日、ニューヨーク州ヴェローナのターニング・ストーン・リゾート・アンド・カジノでWBA世界ライトヘビー級王者ディミトリー・ビボルと対戦し、12回0-3（2者が109-119、110-118）の判定負けを喫し王座に失敗した。
2020年1月11日、ニュージャージー州アトランティックシティのエテズス・アリーナでジェシー・ハートとNABO北米ライトヘビー級王座決定戦を行い、10回2-1（94-95、98-91、97-92）の判定勝ちを収め王座を獲得した。
2020年8月22日、ラスベガスのMGMグランド内ザ・バブルで元WBO世界ライトヘビー級王者エレイデル・アルバレスと対戦し、9回26秒TKO勝ちを収め王座挑戦権を獲得した。
2021年4月10日、オクラホマ州タルサのオサージ・カジノでWBO世界ライトヘビー級王座決定戦をWBO同級2位のマキシム・ウラソフと行い、12回2-0（114-114、115-113、115-112）の判定勝ちを収め王座を獲得した。
2021年9月21日、スミスが新型コロナウイルスに感染したため10月30日に予定されていたウマル・サラモフとの試合が延期されることが発表された。
2022年1月15日、ニューヨーク州ベローナのチューニング・ストーン・リゾート＆カジノで、カラム・ジョンソンと対戦が決定していたが試合の10日前にジョンソンが新型コロナウイルスに感染ししたために、代役としてスティーブ・ジェフラードと対戦し、9回37秒TKO勝ちを収め初防衛に成功した。
2022年6月18日、ニューヨークのフールー・シアターでWBC・IBF統一世界ライトヘビー級王者アルツール・ベテルビエフと3団体王座統一戦を行い、2回2分19秒TKO負けで王座から陥落した。
2023年10月7日、ヒルベルト・ラミレスと対戦し、10回判定負けを喫した。

## 戦績
- プロボクシング：33戦 28勝 (22KO) 5敗

| 戦           | 日付           | 勝敗 | 時間    | 内容    | 対戦相手                   | 国籍           | 備考                                              |
| ------------ | -------------- | ---- | ------- | ------- | -------------------------- | -------------- | ------------------------------------------------- |
| 1            | 2009年10月31日 | ☆    | 1R 2:35 | TKO     | デビッド・ブラウン         | アメリカ合衆国 | プロデビュー戦                                    |
| 2            | 2009年11月20日 | ☆    | 1R 0:45 | KO      | ブランドン・マゴワン       | アメリカ合衆国 |                                                   |
| 3            | 2010年3月12日  | ☆    | 1R 0:42 | TKO     | カルロス・アダムス         | アメリカ合衆国 |                                                   |
| 4            | 2010年4月2日   | ☆    | 1R 0:18 | TKO     | クリストファー・ダモネス   | アメリカ合衆国 |                                                   |
| 5            | 2010年6月26日  | ☆    | 2R 1:39 | TKO     | ウォルター・フォスター     | アメリカ合衆国 |                                                   |
| 6            | 2010年7月28日  | ☆    | 2R 1:10 | TKO     | チャールズ・ウェイド       | アメリカ合衆国 |                                                   |
| 7            | 2010年8月7日   | ★    | 4R 2:58 | TKO     | エディ・カミネロ           | アメリカ合衆国 |                                                   |
| 8            | 2011年7月30日  | ☆    | 2R 2:40 | KO      | サントス・マルチネス       | アメリカ合衆国 |                                                   |
| 9            | 2012年3月30日  | ☆    | 2R 2:06 | TKO     | デニス・オグブー           | ナイジェリア   |                                                   |
| 10           | 2012年4月21日  | ☆    | 5R 2:55 | KO      | アマドー・アセベド         | プエルトリコ   |                                                   |
| 11           | 2012年5月17日  | ☆    | 1R 1:54 | TKO     | ジェームズ・デンソン       | アメリカ合衆国 |                                                   |
| 12           | 2012年9月22日  | ☆    | 3R 1:57 | TKO     | ヤシン・ラシド             | アメリカ合衆国 |                                                   |
| 13           | 2013年5月4日   | ☆    | 6R      | 判定3-0 | ハミド・アブドゥル・マテン | アメリカ合衆国 |                                                   |
| 14           | 2013年11月9日  | ☆    | 6R      | 判定2-1 | ラモン・ウィリアムズ       | アメリカ合衆国 |                                                   |
| 15           | 2014年2月12日  | ☆    | 6R      | 判定3-0 | オティス・グリフィン       | アメリカ合衆国 |                                                   |
| 16           | 2014年3月21日  | ☆    | 2R 終了 | TKO     | マイケル・グベンガ         | ガーナ         |                                                   |
| 17           | 2014年7月23日  | ☆    | 3R 1:45 | TKO     | ティレル・ヘンドリックス   | アメリカ合衆国 |                                                   |
| 18           | 2014年12月20日 | ☆    | 1R 0:37 | TKO     | マクセル・テイラー         | アメリカ合衆国 |                                                   |
| 19           | 2015年4月18日  | ☆    | 2R 2:10 | TKO     | コリー・カミングス         | アメリカ合衆国 |                                                   |
| 20           | 2015年9月11日  | ☆    | 9R 2:25 | TKO     | ディオン・サベージ         | アメリカ合衆国 |                                                   |
| 21           | 2015年12月5日  | ☆    | 10R     | 判定3-0 | ウィル・ロシンスキー       | アメリカ合衆国 |                                                   |
| 22           | 2016年4月23日  | ☆    | 2R 2:38 | TKO     | ファビアノ・ペナ           | ブラジル       |                                                   |
| 23           | 2016年6月18日  | ☆    | 1R 2:32 | TKO     | アンドルー・フォンファラ   | ポーランド     | WBCインターナショナルライトヘビー級タイトルマッチ |
| 24           | 2016年12月17日 | ☆    | 8R 0:53 | KO      | バーナード・ホプキンス     | アメリカ合衆国 | WBCインターナショナル防衛1                        |
| 25           | 2017年7月15日  | ★    | 10R     | 判定0-3 | サリバン・バレラ           | キューバ       | WBCインターナショナル陥落                         |
| 26           | 2018年6月30日  | ☆    | 1R 1:45 | KO      | メルビン・ラッセル         | アメリカ合衆国 |                                                   |
| 27           | 2019年3月9日   | ★    | 12R     | 判定0-3 | ディミトリー・ビボル       | ロシア         | WBA世界ライトヘビー級タイトルマッチ               |
| 28           | 2020年1月11日  | ☆    | 10R     | 判定2-1 | ジェシー・ハート           | アメリカ合衆国 | NABO北米ライトヘビー級王座決定戦                  |
| 29           | 2020年8月22日  | ☆    | 9R 0:26 | TKO     | エレイデル・アルバレス     | コロンビア     | WBO世界ライトヘビー級挑戦者決定戦                 |
| 30           | 2021年4月10日  | ☆    | 12R     | 判定2-0 | マキシム・ウラソフ         | ロシア         | WBO世界ライトヘビー級王座決定戦                   |
| 31           | 2022年1月15日  | ☆    | 9R 0:37 | KO      | スティーブ・ジェフラード   | アメリカ合衆国 | WBO防衛1                                          |
| 32           | 2022年6月18日  | ★    | 2R 2:19 | TKO     | アルツール・ベテルビエフ   | カナダ         | WBC・IBF・WBO世界ライトヘビー級王座統一戦 WBO陥落 |
| 33           | 2023年10月7日  | ★    | 12R     | 判定0-3 | ヒルベルト・ラミレス       | メキシコ       |                                                   |
| テンプレート |                |      |         |         |                            |                |                                                   |

## 獲得タイトル
- WBCインターナショナルライトヘビー級王座
- NABO北米ライトヘビー級王座
- WBO世界ライトヘビー級王座(防衛1)

## 表彰
- 2016年度リングマガジン アップセット・オブ・ザ・イヤー(アンドルー・フォンファラ戦)[14][15]